# 1131 Porzia
1131 Porzia là một tiểu hành tinh bay qua Sao Hỏa orbiting the Sun. Nó hoàn thành một chu kỳ quay quanh Mặt Trời là 3 năm. Chu kỳ tự quanh là 4 giờ. Nó được phát hiện bởi Karl Wilhelm Reinmuth ngày 10 tháng 9 năm 1929. Nó được đặt tên cho vở kịch của Shakespeare là Julius Caesar. Tên ban đầu của nó là 1929 RO.